# Частотный анализ
Частотный анализ, частотный криптоанализ — один из методов криптоанализа, основывающийся на предположении о существовании нетривиального статистического распределения отдельных символов и их последовательностей, как в открытом тексте, так и в шифротексте, которое, с точностью до замены символов, будет сохраняться в процессе шифрования и дешифрования.
Упрощённо, частотный анализ предполагает, что частотность появления заданной буквы алфавита в достаточно длинных текстах одна и та же для разных текстов одного языка. При этом, в случае моноалфавитного шифрования, если в шифротексте будет символ с аналогичной вероятностью появления, то можно предположить, что он и является указанной зашифрованной буквой. Аналогичные рассуждения применяются к биграммам (двубуквенным последовательностям), триграммам и т. д. в случае полиалфавитных шифров.
Метод частотного криптоанализа известен с IX века (работы Ал-Кинди), хотя наиболее известным случаем его применения в реальной жизни, возможно, является дешифровка египетских иероглифов Ж.-Ф. Шампольоном в 1822 году. В художественной литературе наиболее известными упоминаниями являются рассказы «Золотой жук» Эдгара По, «Пляшущие человечки» Конан Дойля, а также роман «Дети капитана Гранта» Жюль Верна.
Начиная с середины XX века большинство используемых алгоритмов шифрования разрабатываются устойчивыми к частотному криптоанализу, поэтому он применяется в основном в процессе обучения будущих криптографов.

## Описание
Используется тот факт, что вероятность появления отдельных букв, а также их порядок в словах и фразах естественного языка подчиняются статистическим закономерностям: например, пара стоящих рядом букв «ся» в русском языке более вероятна, чем «цы», а «оь» в русском языке не встречается вовсе (зато часто встречается, например, в чеченском). Анализируя достаточно длинный текст, зашифрованный методом замены, можно по частотностям появления символов произвести обратную замену и восстановить исходный текст.
Как упоминалось выше, важными характеристиками текста являются повторяемость букв (количество различных букв в каждом языке ограничено), пар букв, то есть m (m-грамм), сочетаемость букв друг с другом, чередование гласных и согласных и некоторые другие особенности. Примечательно, что эти характеристики являются достаточно устойчивыми.
Идея состоит в подсчёте чисел вхождений каждой nm возможных m-грамм в достаточно длинных открытых текстах T=t1t2…tl, составленных из букв алфавита {a1, a2, …, an}. При этом просматриваются подряд идущие m-граммы текста:
t1t2…tm, t2t3… tm+1, …, ti-m+1tl-m+2…tl.
Если L (ai1ai2 … aim) — число появлений m-граммы ai1ai2…aim в тексте T, а L — общее число подсчитанных m-грамм, то при достаточно больших L частотности L (ai1ai2 … aim)/ L, для данной m-граммы мало отличаются друг от друга.
В силу этого, относительную частотность считают приближением вероятности P (ai1ai2…aim) появления данной m-граммы в случайно выбранном месте текста (такой подход принят при статистическом определении вероятности).
В общем случае частотность букв в процентном выражении можно определить следующим образом: подсчитывается, сколько раз она встречается в шифротексте, затем полученное число делится на общее число символов шифротекста; для выражения в процентах, полученный результат умножается на 100.
Частотность существенно зависит, однако, не только от длины текста, но и от его характера. Например, в техническом тексте обычно редкая буква Ф может появляться гораздо чаще. Поэтому для надёжного определения средней частотности букв желательно иметь набор различных текстов.